# EL/M-2032
El EL/M-2032 es un radar de pulso Doppler avanzado, construido por la empresa israelí ELTA Systems con varios modos de matriz plana de radar de control de fuego destinado a la multifunción en los aviones de combate, se originó desde el proyecto IAI Lavi. Es adecuado para los modos de disparo de misiles aire-aire y aire-superficie.
A partir de 2009, Elta ha integrado este sistema de radar en los cazas Sea Harrier, A-4, F-4, F-5, F-16, F/A-50, Mirage III y MiG-21. También se ha utilizado en el prototipo del caza HAL Tejas.
- Datos: Q5323252